# 離婚テキレイ期
『離婚テキレイ期』（りこんテキレイき）は、TBS系列で1984年10月9日から同年12月25日まで放送されたテレビドラマ。放送時間（JST）は毎週火曜日21時00分 - 21時54分。全12回。

## 概要
主な舞台は、夫と妻それぞれの、勤務先などの現場と家庭。「結婚適齢期があるのならば、“離婚適齢期”もあるだろう」として、結婚して10年前後をその時期と定義し、当時「ニューサーティー」と言われた結婚10年目の共働き夫婦を主人公にして、自分の人生と結婚生活について「これで良かったのか」と思い悩み、ひずみが生じ始めた夫婦の危機を乗り越えようとするヒロインの姿を通して、それからの夫婦のあり方、家族の形とは何かということなどを探りながら描いていった。 
本作は、当時の日本の離婚件数が1983年に当時としては史上最高の約18万件に達し、その25%以上が結婚して5年目から10年目の夫婦だったという実態を背景にして製作されたとされている。

## あらすじ
柏木朝子と夫の圭介は結婚して10年目、9歳と8歳の息子二人が居る。朝子は結婚前に働いていた古巣の旅行代理店に復職して3年になる。しかし朝子の復職以来、夫婦間のひずみが日増しに大きくなり、このままでは夫婦の危機という事態になって来ていた。そんなある日、柏木家は圭介の両親と弟夫婦と同居することになった。 

## キャスト
- 柏木朝子〈39〉：浅丘ルリ子
二人の息子、竜と千春の母親。3年前、結婚前から働いていた旅行代理店に復職。夫・圭介の実家で圭介の両親と弟夫婦と同居し始めるが、その後職場でも問題が起き始める。
- 柏木圭介〈39〉：竹脇無我
朝子の夫で、朝子の旅行代理店の取引先の信用金庫で営業係長をしている。仕事は出来る方だが無口な性格。共働きであっても、家事は女がやることと思い込んでいる。
- 山村里美〈36〉：根岸季衣
旅行代理店で朝子の同僚。達也の元妻で、職を転々とする達也に嫌気が差し、娘のまみを連れて離婚。
- 柏木奈緒〈22〉：遠藤京子
雅人の妻で、実家は大阪の和菓子店。一人娘ということも逢ってチヤホヤに育てられた。作家志望。彼女も結婚生活に失望している。家事の能力は全く無い。
- 柏木雅人〈28〉：明石家さんま
圭介の弟。関西の大学を卒業後は関西のホテルの営業所に勤務。その仕事の関係で、朝子の旅行代理店にも度々出入りしている。
- 吉成周一〈34〉：柴田恭兵
朝子の旅行代理店に引き抜かれる形で着任した部長。やり手という評判があるが、その分周囲からの風当たりは強く、朝子とも度々仕事上のことでやりあっている。
- 堺鏡子〈39〉：白川由美
旅行代理店で朝子の同僚。東北出身で、よく食べて呑んで、男には惚れっぽいという大らかな性格。朝子とは気心が知れている関係だが、迷惑をかけることも。
- 野崎達也〈38〉：所ジョージ
里美の元夫。人はいいのだが、ちゃらんぽらんな性格から、職を転々とし、これが元で離婚。寂しくなり、第1話で発作的に娘のまみを連れ出してしまう。
- 柏木竜〈9〉：伊藤竜児
朝子の長男。
- 柏木千春〈8〉：岩瀬威司
朝子の次男。
- 柏木晴之介：久米明
圭介と雅人の父。
- 柏木品子：津島恵子
圭介と雅人の母。
- 山村まみ：岡村真実
里美の娘。
- 木下いずみ：山咲千里
- 有馬将平：蟹江敬三
- 川森課長：橋本功
- 福元航：渋谷天笑
- 多沢永吉：加藤善博
- 横田典子：矢代朝子
- 水島ユキ：高樹沙耶
- 夏目俊子：室井滋
- 大木：藤田敏八
スナックのマスター。
- 矢口純：長戸勝彦

（出典：）

## スタッフ
- プロデューサー：武敬子、森山京子
- 脚本：筒井ともみ （全話担当）
- 演出：本多勝也、生野慈朗、藤田明二
- 音楽：渡辺敬之
- 製作：テレパック[2]、TBS

## 主題歌
- 「雪が降るまえに」遠藤京子

## サブタイトル
| 話数 | 放送日         | サブタイトル         | 演出     |
| ---- | -------------- | -------------------- | -------- |
| 1    | 1984年10月9日  | ねえ、キスしてよ     | 本多勝也 |
| 2    | 1984年10月16日 | 悪いことしましょ     | 本多勝也 |
| 3    | 1984年10月23日 | 日曜はダメよ         | 本多勝也 |
| 4    | 1984年10月30日 | 逢う時はいつも他人   | 本多勝也 |
| 5    | 1984年11月6日  | 昔みたい             | 本多勝也 |
| 6    | 1984年11月13日 | 俺たちは天使じゃない | 本多勝也 |
| 7    | 1984年11月20日 | うちの妻にかぎって   | 生野慈朗 |
| 8    | 1984年11月27日 | ちょっとご主人貸して | 本多勝也 |
| 9    | 1984年12月4日  | 予期せぬ出来事       | 本多勝也 |
| 10   | 1984年12月11日 | お熱い夜をあなたに   | 藤田明二 |
| 11   | 1984年12月18日 | 野郎どもと女たち     | 本多勝也 |
| 12   | 1984年12月25日 | 何処へ行こうか       | 藤田明二 |